# همسفر (آلبوم)
 همسفر نام یک آلبوم موسیقی اثر  چنگیز حبیبیان، هنرمند ایرانی است که در سبک پاپ تهیه شده و دارای ۸ آهنگ است.

## فهرست آهنگ‌ها
| ردیف | آهنگ       |
| ۱    | خاطره      |
| ۲    | بی تنم     |
| ۳    | شبگرد      |
| ۴    | خاتون      |
| ۵    | ساحل جدایی |
| ۶    | همسفر      |
| ۷    | مسافر      |
| ۸    | آی یاریم   |